# Patentfamilie
Der Begriff Patentfamilie ist eine jargonhafte Bezeichnung einer Gruppe von Patenten und Patentanmeldungen und womöglich auch Gebrauchsmustern, die förmlich einen gemeinsamen Zeitrang beanspruchen oder diesen kraft Gesetz oder anderer Regularien haben.

## Überblick
Regelmäßig wird eine Erfindung in vielen Ländern der Welt zum Patent angemeldet. Dies führt meistens zu mehreren Patenten bzw. Patentanmeldungen. Häufig wird so vorgegangen, dass zunächst in der heimischen Jurisdiktion angemeldet wird („Erstanmeldung“, z. B. beim Deutschen Patent- und Markenamt) und nach einer gewissen Zeit in weiteren Ländern („Nachanmeldungen“). Dabei beanspruchen die Nachanmeldungen förmlich den Zeitrang der Erstanmeldung. Die verschiedenen Patentgesetze und -regelungen gestehen diesen Anspruch zu, soweit die beanspruchende spätere Anmeldung inhaltlich gleich zur beanspruchten früheren ist. Auf diese Weise (und auch auf andere – siehe weiter unten „Arten der Zugehörigkeit“) entstehen Gruppen von Anmeldungen (und später Patenten), die – abgesehen von Übersetzungsfragen – wenigstens in ihrem Kern gleiche Inhalte haben sollten und meistens auch den gleichen Inhaber haben, aber in unterschiedlichen Ländern anhängig sind, meist zu unterschiedlichen Zeitpunkten angemeldet wurden, aber gleichen Zeitrang beanspruchen. Auch innerhalb eines Landes können durch bestimmte Mechanismen mehrere Anmeldungen mit gleichem Kerninhalt und gleichem beanspruchtem Zeitrang entstehen.
Derart verbundene Patente und Anmeldungen nennt man zusammen eine „Patentfamilie“. Kleine Familien haben zwei oder drei „Mitglieder“. Es gibt aber auch große mit Dutzenden und teils sogar über hundert Familienmitgliedern. Im Jargon werden die Mitglieder einer Patentfamilie wegen ihrer inhaltlichen Übereinstimmung bzw. Ähnlichkeit manchmal als „Äquivalente“ bezeichnet.
Empirisch betrachtet werden Mitglieder einer Patentfamilie häufig sehr ähnliche Beschreibungen haben. Die Patentansprüche können aber deutlich unterschiedlich sein oder werden, da sie in den jeweiligen Prüfungsverfahren von unterschiedlichen Prüfern in unterschiedlichen Patentämtern bearbeitet werden bzw. wurden und auch unterschiedlichen rechtlichen Erfordernissen genügen müssen.

## Bedeutung

### Keine rechtliche Bedeutung
Im rechtlichen Sinne ist der Begriff „Patentfamilie“ bedeutungslos. In den verschiedenen Gesetzen und internationalen Verträgen zum Patentrecht wird er weder definiert noch verwendet. Rechtlich definiert sind demgegenüber aber diejenigen Mechanismen, die zur Familienbildung führen, siehe unten.
Da der Begriff „Patentfamilie“ rechtlich nicht normiert ist, gibt es für ihn keine verbindliche Definition. Im praktischen Gebrauch unterscheiden sich die Verständnisse davon, unter welchen Bedingungen genau eine „familiäre Beziehung“ zwischen zwei Schutzrechten angenommen wird. In einem breiten Verständnis gehören alle Dokumente, die direkt oder indirekt über eine Prioritätsunterlage miteinander verbunden sind, zu einer Patentfamilie. Dies schließt Verwandtschaftsbeziehungen ähnlich „Schwippschwägerin“ und „Stiefvater“ mit ein. Enger gefasst ist ein Verständnis, bei dem alle Dokumente, die mindestens eine gemeinsame Priorität haben, zur selben Patentfamilie gehören. Manchmal werden auch nur all diejenigen Dokumente, die genau dieselbe Priorität oder Kombination von Prioritäten haben, als zu einer Patentfamilie gehörig angesehen.

### Faktische Bedeutung für Recherchen

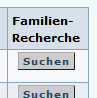
Familiensuche-Schaltfläche des DPMA-Registers

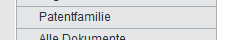
Familiensuche-Schaltfläche des EPA-Registers

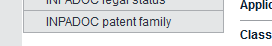
Familiensuche-Schaltfläche des EPA-Espacenet

Faktisch nützen viele Patentregister und Patentdatenbanken die zur Familienbildung führenden Rechtsbeziehungen von Anmeldungen untereinander zur kreuzweisen Indexierung der zugehörigen Patente und Anmeldungen, so dass sie leichter gefunden werden können. Hat man ein interessierendes Patent in einem Land gefunden, kann man anhand der familiären Beziehung entsprechende Patente in anderen Ländern finden, soweit die Datenbanken richtig und vollständig sind und die gesuchten Rechte (schon) veröffentlicht sind.
Viele amtliche Datenbanken liefern zu einer gefundenen Veröffentlichung die zugehörigen Familienmitglieder auf einfachen Knopfdruck. Die Register der Patentämter stellen in ihrer kreuzweisen Familien-Indexierung auf eine breitgefasste Definition des Begriffs „Patentfamilie“ ab.

### Faktische Bedeutung für Übersetzungen
Wenn eine Patentveröffentlichung in einer Sprache (z. B. japanisch) unverständlich ist, kann man nach Familienmitgliedern suchen, die in einer verständlichen Sprache (z. B. englisch) angemeldet und veröffentlicht wurden, um den Inhalt wenigstens grob erfassen zu können. Allerdings kann dieser Mechanismus nicht für die rechtlich genaue Übersetzung von Patentschriften verwendet werden. Verschiedene Patente einer Familie haben allermeistens verschiedene Verfahren durchlaufen und sind deshalb wenigstens in ihren Patentansprüchen unterschiedlich formuliert.

## Arten der Zugehörigkeit
Es gibt verschiedene Rechtsmechanismen, die zur „Familienbildung“ führen. Ihnen gemeinsam ist, dass es je mindestens eine „Quell“-Anmeldung und eine oder mehrere „Ziel“-Anmeldungen gibt. Die jeweiligen Register vermerken die beanspruchte Beziehung und benützen sie zur kreuzweisen Referenzierung.

### Priorität
Eine spätere Anmeldung („Nachanmeldung“) kann den Anmeldetag einer schon früher eingereichten Patentanmeldung („Erstanmeldung“) beanspruchen. Beide Anmeldungen gelten dann als Familienmitglieder. Dies kann auch mehrfach geschehen, bspw. indem eine US-, eine JP-, eine EP- und eine CN-Anmeldung den Anmeldetag einer deutschen Anmeldung beanspruchen. Alle sind dann Familienmitglieder.

### „Phasen“ aus internationaler Patentanmeldung
Aus einer internationalen Patentanmeldung unter dem Patentzusammenarbeitsvertrag („PCT-Anmeldung“) können viele nationale Anmeldungen entstehen, sog. „Phasen“, z. B. Patentanmeldungen in Europa, China, USA und Japan. Alle „Phasen“ einschließlich der PCT-Anmeldung selbst gelten dann als Mitglied einer Patentfamilie.

### Nationale Anteile eines europäischen Patents
Eine europäische Patentanmeldung zerfällt bei ihrer Erteilung nach Wunsch des Inhabers in viele nationale Patente, z. B. je eines für Deutschland, Frankreich, England und Italien. Alle gelten als Familienmitglieder.

### Teilung
Viele Patentsysteme erlauben es, eine Patentanmeldung in zwei Anmeldungen zu teilen. Beispiele hierfür sind das deutsche und das europäische Patenterteilungsverfahren. Aus einer anhängigen Anmeldung („Stammanmeldung“) können eine oder mehrere Teilanmeldungen herausgeteilt werden. Teilanmeldungen können selbst wieder geteilt werden. Alle so vorhandenen und entstehenden Anmeldungen sind Familienmitglieder.

### Abzweigung
Im deutschen Recht kann aus einer anhängigen Patentanmeldung unter bestimmten Bedingungen ein Gebrauchsmuster abgezweigt werden. Beide gelten als Familienmitglied.

### USA: Continuation, Continuation in part („CIP“)
Im US-Recht gibt es „continuation“-Anmeldungen, die in etwa der o. g. Teilanmeldung entsprechen. Auch hier sind wieder alle beteiligten Anmeldungen Familienmitglieder.

## Beispiel
Erstanmeldung in DE am 1. Januar 2000 ⇒ (identische!) Nachanmeldungen bspw. in FR, US oder in den Sammelverfahren für Europa EPÜ oder als internationale PCT-Anmeldung möglich bis zum 1. Januar 2001 (+ ggfs. Feiertagsregeln), ohne dass Stand der Technik, der z. B. am 1. Juni 2000 bekannt wird, den Nachanmeldungen entgegensteht. Alle diese Dokumente gehören bei sämtlichen Definitionen zu derselben Patentfamilie.